# Acquedotto medievale di Salerno
L'acquedotto medievale di Salerno è stato eretto nel IX secolo per approvvigionare d'acqua il monastero di San Benedetto, presso le mura orientali. Si trova nel centro storico di Salerno, sotto il colle Bonadies ed il suo castello di Arechi.

## Caratteristiche
(Giovanni Guardia)
È costituito da due rami: uno proveniente dalle colline a nord, l'altro dalle alture ad est della città; entrambi si ricongiungevano all'altezza dell'attuale via Arce (che dai loro archi prende il nome), presso uno spigolo delle antiche mura cittadine. In un primo momento rifornirono solo il monastero benedettino, mentre in seguito, una diramazione sotterranea permise di rifornire anche il convento della Piantanova, in via Mercanti.
Corre in parte su arcate nelle quali è attestato un uso precoce dell'arco ogivale.

## Curiosità

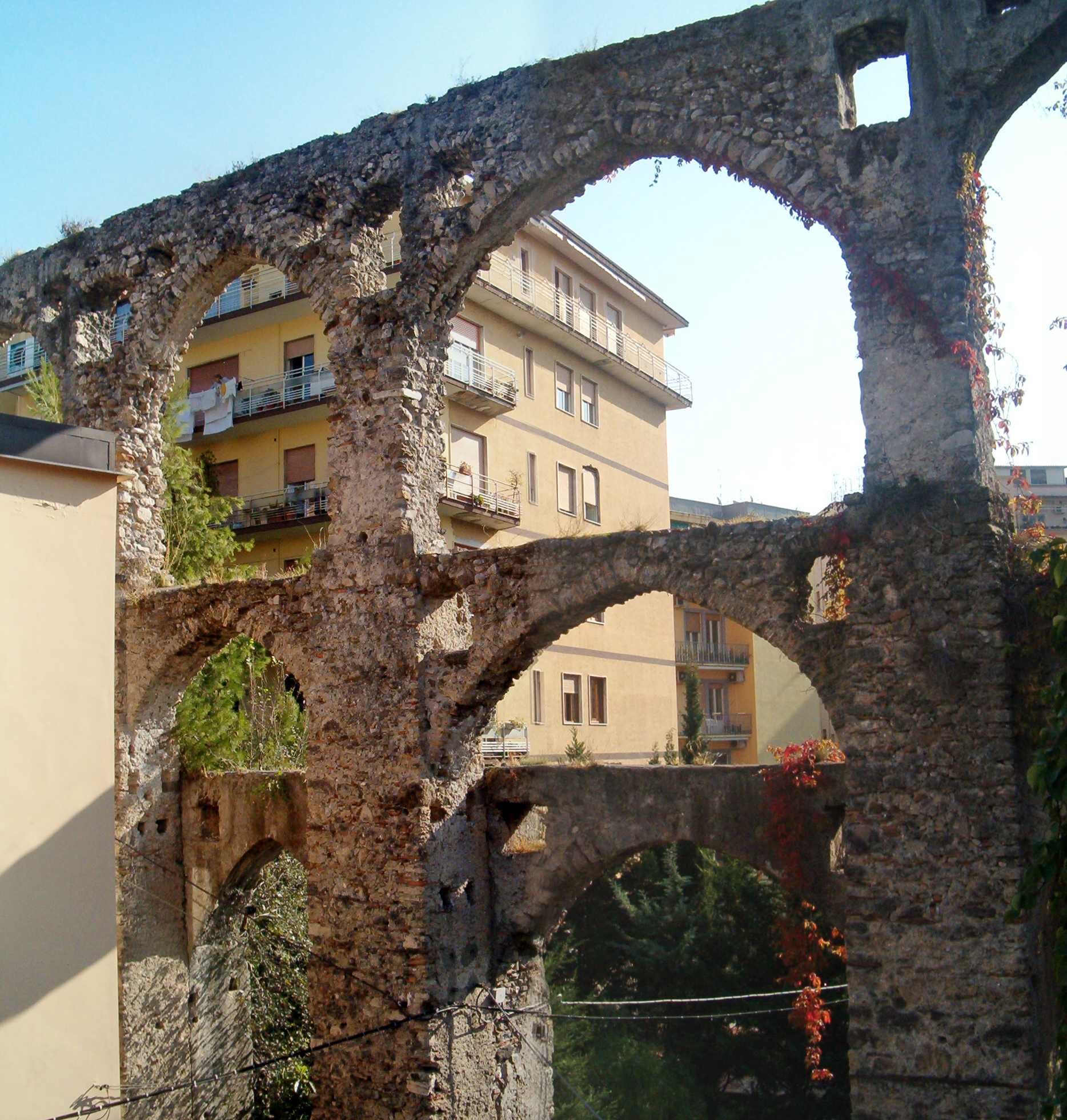
Ponte dei diavoli

L'acquedotto è stato ribattezzato popolarmente "Ponte del Diavolo" ( Pont ro riavl) in dialetto salernitano, e si raccontava che fosse stato costruito in una sola notte, con l'aiuto dei demoni, dal mago salernitano del XII secolo Pietro Barliario. La superstizione popolare riteneva, inoltre, che avventurarsi sotto gli archi tra l'imbrunire e l'alba avrebbe portato all'incontro con diavoli o spiriti maligni. La leggenda fu probabilmente ispirata al fatto che la zona dove sorge l'acquedotto fino all'inizio del '900 era impervia (al disotto del piano stradale scorre il torrente Rafastia) e priva di abitazioni, a ridosso del settore più alto delle mura cittadine. Inoltre, l'utilizzo dell'arco ogivale, vera novità architettonica dell'epoca, deve aver probabilmente spaventato, e non poco, l'impressionabile popolino.
Un'altra leggenda vuole che sotto l'acquedotto si sarebbero incontrati casualmente, in una notte di tempesta, i quattro fondatori della Scuola Medica Salernitana: l'arabo Adela, il greco Ponto, l'ebreo Elino e il latino Salerno.
Questa leggenda fu invece ispirata dal fatto che all'epoca, grazie ai suoi commerci, Salerno era un crocevia di vari popoli, religioni e culture varie.